# Lawrence Lessig

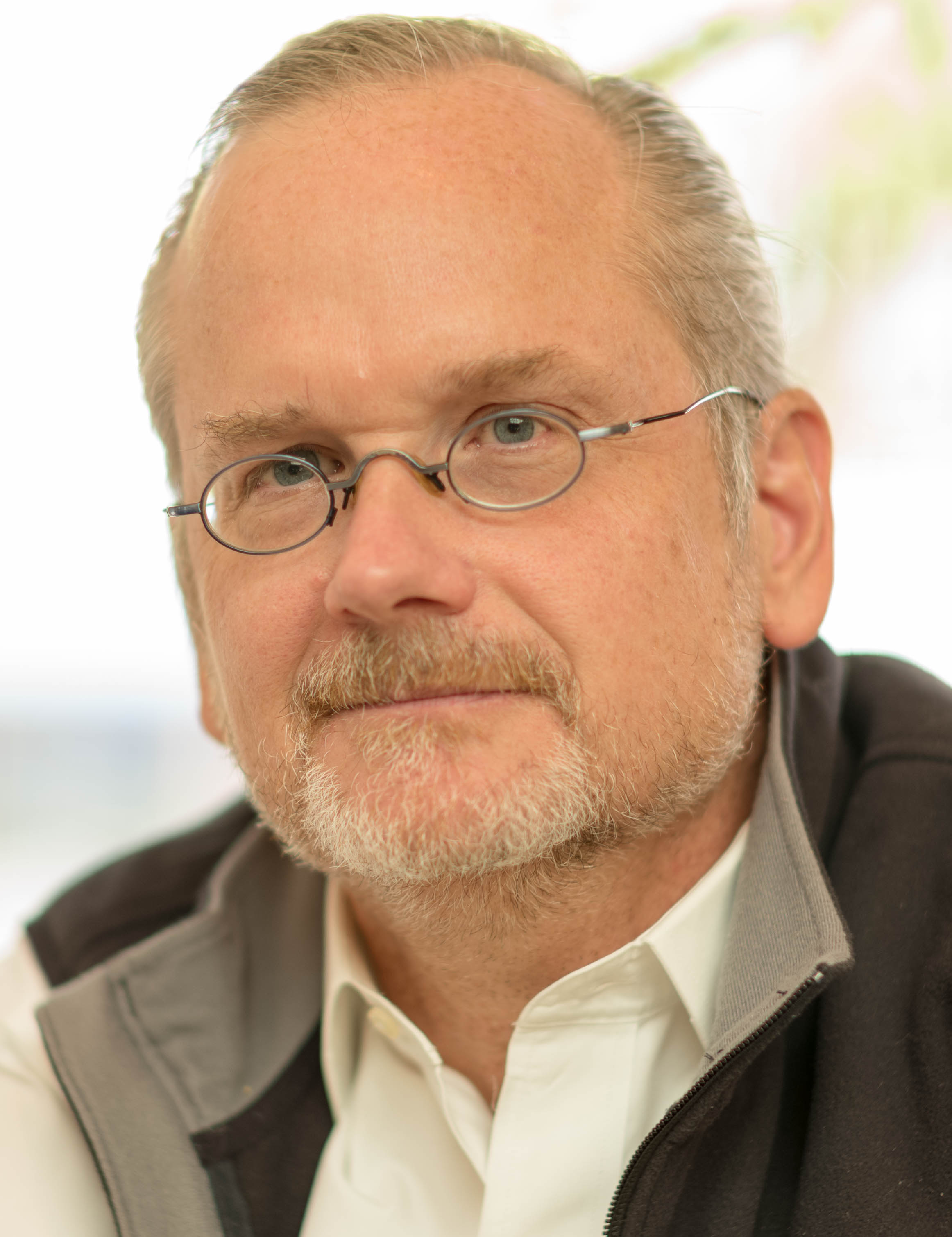
Lawrence Lessig (2017)

Lawrence „Larry“ Lessig (* 3. Juni 1961 in Rapid City, South Dakota) ist ein US-amerikanischer Professor für Rechtswissenschaften an der Harvard Law School der Harvard University. Er wird wegen seiner Reden, Schriften und Beteiligungen an Urheberrechtsprozessen als bedeutender Verfassungsrechtler angesehen. Er gründete das Center for Internet and Society und die Creative-Commons-Initiative. Lawrence Lessig wurde 2002 mit dem FSF Award ausgezeichnet und ist Vorstandsmitglied des im Februar 2005 gegründeten Software Freedom Law Center. Von 2003 bis 2012 schrieb er monatliche Kolumnen für das Wired Magazine.

## Leben

### Ausbildung
Lessig studierte Ökonomie und Management an der Wharton School der University of Pennsylvania. Darauf folgte das Studium zum Master der Philosophie am Trinity College in Cambridge. Er schloss ein weiteres Studium der Rechtswissenschaften mit dem J.D. an der Yale Law School ab und arbeitete für die als konservativ geltenden Richter Richard Posner und Antonin Scalia. Vor seiner Berufung nach Stanford lehrte er an der Harvard Law School, der University of Chicago Law School und war Gastprofessor an der Yale University. Lessig war zudem als Fellow am Wissenschaftskolleg zu Berlin tätig.

### Verfassungsrechtler
Lessig gilt als renommierter Verfassungsrechtler und Spezialist für Urheberrecht. Er ist ein entschiedener Kritiker eines restriktiven Copyrights (entspricht dem Verwertungsrecht des deutschen Urheberrechts) im Bereich immaterieller Güter. Lessig entwickelte das Konzept einer „freien Kultur“ und unterstützt freie Software und die Open-Source-Bewegung. Außerdem gründete er die Creative-Commons-Initiative und ist Mitglied der Electronic Frontier Foundation sowie Autor mehrerer Bücher über die mit Open Content verbundenen gesellschaftlichen Entwicklungen.
2006 wurde er in die American Academy of Arts and Sciences und 2007 in die American Philosophical Society gewählt.

## Politik

### Wahlkampffinanzierung
Lessig vertritt die Position, dass die Wahlkampf-Finanzierung ein Kern der politischen Probleme in den Vereinigten Staaten sei. Politiker auf allen Ebenen verbringen einen großen Teil ihrer Zeit damit, Spenden einzuwerben, die sie für die aufwändigen Wahlkämpfe zu ihrer Wiederwahl brauchen. Dadurch haben Großspender einen übermäßigen Einfluss und bestimmen stärker über politische Inhalte als reale Mehrheiten von Bürgern. Lessig war 2008 einer der Gründer der Initiative Change Congress, die sich dafür einsetzte, bestimmte Formen von Spenden für unzulässig zu erklären. Das Anliegen von Change Congress wurde durch die Entscheidung Citizens United v. Federal Election Commission des Obersten Gerichtshofs aus dem Jahr 2010 überholt. Seitdem werden Wahlkampfspenden als Teil der Meinungsfreiheit eingestuft und sämtliche Begrenzungen wurden ungültig. Erneut stieg der Einfluss von Großspendern.
Lessig gründete ein Political Action Committee namens Mayday, mit dem er eine Alternative zur Wahlkampffinanzierung unterstützt. Dafür sammelte er knapp 10 Millionen USD aus einzelnen Groß- und vielen Kleinspenden ein. Erstmals zu den Wahlen im November 2014 finanziert Mayday Werbung für Kandidaten, die sich für eine neue Kandidatenfinanzierung einsetzen. Dabei kommen zwei Modelle in Frage: Einerseits könnte eine Verdopplung von Kleinspenden aus Steuermitteln – ähnlich dem deutschen Vorbild – eingeführt werden. Politiker hätten dann einen stärkeren Anreiz, sich um Kleinspenden zu bemühen. Oder ein Gutscheinmodell würde jeden Bürger mit einem Gutschein ausstatten, der einem Kandidaten zugutekommt und dadurch die einzelnen Bürger gegenüber den Großspender ermächtigt. Wenn die Wahlen 2014 zeigen, dass Mayday die Ergebnisse in den jeweiligen Wahlkreisen beeinflussen kann, will er zu den Wahlen 2016 flächendeckend in jedem Wahlkreis einen Reformkandidaten unterstützen. Dazu rechnet er mit Kosten von rund 700 Millionen Dollar und will diese aufbringen, indem er 50 Milliardäre findet, die zusammen das Programm unterstützen.

### Präsidentschaftskandidatur 2016
2015 kündigte Lessig an, bei den US-Präsidentschaftswahlen für die Demokratische Partei anzutreten, um das Reformpaket Citizen Equality Act of 2017 einzuführen, das unter anderem die Wahlkampffinanzierung verändern soll. Nach Durchsetzung dieses Reformpakets würde er zurücktreten.
Nachdem die Ankündigung des unmittelbaren Rücktritts in Umfragen schlecht ankam, kündigte er an, diesen Plan zu verwerfen.
Am 2. November 2015 gab Lessig bekannt, seine Kampagne einzustellen.
Der Demokratischen Partei warf er vor, kurzfristig die Spielregeln verändert und ihm keinen Platz für eine der kommenden TV-Debatten überlassen zu haben. Er betonte, dass es ihm nur als „Zeitreisender“ möglich wäre, die neuen Anforderungen zu erfüllen, um sich dem Fernsehpublikum präsentieren zu dürfen.

## Publikationen (Auswahl)
- 2000: Code and Other Laws of Cyberspace
- 2001: Die Zukunft der Ideen
- 2004: Freie Kultur
- 2005: Code: And Other Laws of Cyberspace, Version 2.0, Basic Books, ISBN 0-465-03914-6.
- 2008: Remix: Making Art and Commerce Thrive in the Hybrid Economy, Bloomsbury Publishing, ISBN 1-4081-1347-3.
- 2011: Republic, Lost: How Money Corrupts Congress--and a Plan to Stop It, Twelve, ISBN 978-0-446-57643-7.
- 2019: They Don’t Represent Us: Reclaiming Our Democracy. Dey Street, New York, ISBN 978-0-06-294571-6.
- mit Matthew Seligman: How to Steal a Presidential Election. Yale University Press, New Haven 2024, ISBN 978-0-300-27079-2.